# Bruno Neves
Bruno Ricardo Fernandes Neves (Oliveira de Azeméis, 5 de setembro de 1981 — Amarante, 11 de maio de 2008) foi um ciclista profissional português.